# Salvados
Salvados és un programa de televisió espanyol de reportatges d'actualitat, produït per Producciones del barrio des de l'octubre de 2015, i anteriorment per El Terrat des de 2008 fins 2015, emès per La Sexta. El presentava Jordi Évole fins al 2019 quan Fernando Queitano el va substituir. El programa, es va estrenar el 24 de febrer de 2008 com una sèrie de programes especials temàtics, emesos setmanalment els diumenges a les 21:30. Salvados ha evolucionat des de l'inici on l'humor era una de les seves principals característiques fins a centrar-se cada cop més en la informació i els reportatges d'actualitat. L'estil particular amb el que el programa aborda les temàtiques l'ha convertit en un dels espais referents de la Sexta i li ha valgut el reconeixement de destacats premis com l'Ondas, l'Antena de Oro o l'Iris.

## Història i emissions

### Primera etapa
En la seva primera etapa, es va emetre com una sèrie d'especials amb l'objectiu d'acostar-se «amb humor i d'una manera fresca, atrevida i sense complexos a alguns dels esdeveniments, institucions i hàbits més arrelats de la societat espanyola, com ara l'església, el futbol, la televisió o els toros». Al transcurs d'aquesta primera temporada es van emetre els següents capítols:  Salvados por la campaña, Salvados por la iglesia, Salvados por la Eurocopa, Salvados por los toros, Salvados por la tele i Salvados por las vacaciones. Salvados por la Campaña consta de dues parts, emeses respectivament el 24 de febrer i el 2 de març de 2008. A causa de l'èxit d'audiència van començar a gravar més programes. Tres mesos més tard arribaria Salvados por la Iglesia, que també constava de dues parts. A mitjan juny arriba Salvados por la Eurocopa, al juliol, pels Sants Fermines, arriba Salvados por los Toros, primer programa que consta d'una sola part. Posteriorment arribaria Salvados por la Tele, també d'una part i finalment arribaria Salvados por las Vacaciones, que consta també d'una única entrega, i amb això conclou la primera temporada.

#### Salvados por la Iglesia
En aquesta edició, aconsegueixen fer arribar una guitarra de Rodolfo Chikilicuatre al papa Benet XVI, per al que van demanar ajuda a Antonio María Rouco Varela, cardenal i arquebisbe de Madrid, encara que es va negar, i a una parella de noucasats, que van acceptar; visiten Torreciudad (santuari de l'Opus Dei); El Follonero va fer d'escolà en una missa i acompanyen un capellà a les seves misses.

#### Salvados por la Eurocopa
Els capitans de la selecció de futbol d'Espanya, Xavi i Casillas, són entrevistats en un cara a cara. A més a més, pregunten al rei Joan Carles I si el partit Espanya-Grècia provocaria un conflicte entre el Rei i la Reina.

### Segona etapa
Després de ser renovellat per a una segona temporada per la cadena, Salvados va passar a convertir-se en un programa d'emissió setmanal regular, abandonant el caràcter temàtic. En aquesta nova etapa el programa manté algunes seccions de la primera temporada, com l'Entrevista en profundidad, i s'afegeixen d'altres de noves.

### Tercera etapa[calcitació]
El programa s'ha convertit en un dels puntals de la cadena i un referent dels programes d'actualitat a Espanya, més enllà de consolidar-se com a líder d'audiència de la seva franja en les darreres temporades. Pel programa han passat els principals dirigents polítics del país, així com destacats líders polítics estrangers, com els presidents Nicolás Maduro (Venezuela), José Mújica (Uruguay), Rafael Correa (Equador) o Evo Morales (Bolívia), o l'exministre de finances grec Ianis Varufakis.
A més de l'actualitat política, Salvados també ha dedicat nombrosos programes a diferents temes d'impacte social: la pobresa energètica, l'educació, les preferents, els desnonaments, el terrorisme, la immigració, la crisis dels refugiats, l'activitat de les grans empreses… 
L'impacte del programa transcendeix la seva emissió televisiva, en ser un dels programes amb més impacte a les xarxes socials i que més titulars genera després de la seva emissió a la resta de mitjans del país. En alguns casos, l'impacte del programa ha transcendit el soroll mediàtic i ha contribuït a reobrir causes judicials arxivades, com la investigació de l'accident del metro de Valencia de 2006 (l'accident de metro més greu succeït a Espanya que va causar 43 morts) o ha provocat la creació d'un protocol d'actuació contra l'assatjament sexual a les forces i cossos de seguretat de l'Estat després de “Zaida”, programa sobre els abusos a una capitana de l'Exèrcit de Terra per part dels seus superiors.
Abast internacional
Salvados s'emet a Espanya a través de la TDT a La Sexta y s'emet a nivell internacional a través del canal Antena3 Internacional, un canal via satèlit que es pot veure a Europa i Amèrica (Mèxic, Colombia, Equador, Panamà, Perú, EUA, Veneçuela, Bolívia, Puerto Rico, República Dominicana, Paraguay, Costa Rica, El Salvador, Guatemala, Honduras, Nicaragua, Argentina, Xile, Uruguay, Europa)

## Format
Salvados és un programa de reportatges sobre temes d'actualitat en to humorístic i sovint provocatiu. La cadena va presentar l'espai com: 
| « | Una barreja de reporterisme atrevit i irònic, que es pren la realitat amb humor, que fuig dels protocols, amb l'objectiu de divertir i entretenir. Cada setmana, el programa s'acostarà a diferents assumptes, situacions i personatges, sempre amb la mirada maliciosament ingènua del Follonero, que es proposa nous reptes. | » |

| «              | El nou Salvados plantejarà diferents reptes amb què retratar diferents realitats amb una òptica irònica, fent les preguntes que ningú no fa, amb la col·laboració secreta d'algun infiltrat anònim, situacions insòlites, entrevistes quasi impossibles i diversos testimonis. | » |
| — Jordi Évole. | |   |

## 10 anys buscant històries d'impacte social[calcitació]
Salvados va néixer en el 2008 amb l'emissió de dos programes especials sobre la campanya electoral d'aquell any emesos a La Sexta. La bona acollida (el programa va rebre un premi Ondas a la Innovació) va portar a la cadena a anar renovant el contracte per fer nous especials monotemàtics (el fútbol, l'església, els toros) fins a convertir-lo en un programa coral d'emissió setmanal. El programa, que va néixer amb un marcat to humorístic i irònic, ha anat deixant progressivament aquest to i prioritzant la informació per convertir-se en el referent dels programes d'actualitat a Espanya. Salvados ha intentat sempre innovar tant en el format del programa com en el punt de vista des del que s'aborden els temes, sempre buscant respostes al què està passant i decodificant la informació perquè arribi de la manera més clara possible a l'espectador. El programa combina les entrevistes a destacats personatges nacionals i internacionals, amb temes d'impacte social, sovint partint d'històries petites protagonitzades per gent anònima que són representatives de la situació actual. Pel programa han passat grans noms com Mariano Rajoy, Felipe González, Nicolás Maduro, Julian Assange, Herve Falciani, Roberto Saviano, Pablo Iglesias, Albert Rivera, Pedro Sánchez, Jordi Pujol, Carles Puigdemont, Baltasar Garzón o Florentino Pérez, entre d'altres. Especial focus a l'Amèrica Llatina El programa sempre ha prestat especial atenció a l'Amèrica Llatina i ha visitat diferents països per parlar amb els seus presidents: Pepe Mujica a Uruguay, Nicolás Maduro a Venezuela, Rafael Correa a Equador, Evo Morales a Bolívia…

## Controvèrsies
- El grup HazteOir.org va interpretar que el capítol sobre l'Església catòlica era ofensiu i van iniciar un boicot contra el programa. L'empresa Heineken va cedir a la seva pressió i va retirar la seva publicitat de Salvados.[6]
- Al novembre de 2008 Évole va ser amenaçat per FE/La Falange, escissió extremista radicalitzada i independent de Falange Española de les JONS (1977), després del programa emès amb motiu del 20-N, on dipositava un ram de flors amb els colors de la bandera republicana a la tomba de Francisco Franco en el Valle de los Caídos. El partit falangista va emetre un comunicat:

| «                             | En una cadena de televisió molt pròxima al govern del PSOE, es va fer mofa i escarniment dintre del recinte del Valle de los Caídos, ridiculitzant als allà enterrats. La mencionada permissivitat no sortirà gratis als qui la van permetre i la van realitzar. | » |
| — Comunicado de FE/La Falange | |   |

- El 2012 es va oferir una plaça de pràctiques no remunerades per al programa el qual va suposar controvèrsia. Com a reacció la van retirar sense que s'arribara a cobrir el lloc alhora que al·legaven que no pretenien substituir la feina del departament de redacció i guió.[8]

## Premis
- Premi Ondas 2008 a la innovació o a la qualitat televisiva per l'especial Salvados per la campanya.
- Antena de Oro (2010) a Jordi Évole.
- Premi Ondas 2011 al millor presentador (Jordi Évole) per Salvados.
- Premi Ondas 2013 a la millor cobertura informativa pel programa “Los olvidados” sobre l'accident de metro a València del 2006[9]
- Premi Internacional de Periodismo Manuel Vázquez Montalbán 2013 a Jordi Évole.
- Premi Iris 2013 (XV edición) a “Mejor reportero” i “Mejor programa de actualidad” per Salvados.
- Premi Xosé Couso a la Libertad de Expresión 2015 a Jordi Évole.
- Premi Josep Ramon Mainat del FesTVal de Vitoria a la trajectòria de Jordi Évole.
- Premi Iris Especial del Jurat per “Astral” 2017, el primer documental de l'equip de Salvados sobre la crisis dels refugiats en el Mediterrani.

## Audiència
Les dades d'audiències corresponen a FórmulaTV.
| Temporada | Temporada | Episodis | Estrena                | Final                  | Audiència mitjana | Audiència mitjana | Audiència mitjana |
| Temporada | Temporada | Episodis | Estrena                | Final                  | Espectadors       | Quota             |                   |
| --------- | --------- | -------- | ---------------------- | ---------------------- | ----------------- | ----------------- | ----------------- |
|           | 1         | 9        | 24 de febrer de 2008   | 20 de juliol de 2008   | 885 000           | 5,2%              |                   |
|           | 2         | 38       | 19 d'octubre de 2008   | 5 de juliol de 2009    | 1 064 000         | 6,2%              |                   |
|           | 3         | 29       | 28 de setembre de 2009 | 9 de maig de 2010      | 1 309 000         | 7,1%              |                   |
|           | 4         | 29       | 5 de setembre de 2010  | 22 de maig de 2011     | 1 214 000         | 6,4%              |                   |
|           | 5-1       | 15       | 4 de setembre de 2011  | 18 de desembre de 2011 | 1 249 000         | 6,6%              |                   |
|           | 5-2       | 17       | 29 de gener de 2012    | 10 de juny de 2012     | 1 760 000         | 8,0%              |                   |
|           | 6-1       | 14       | 16 de setembre de 2012 | 16 de desembre de 2012 | 2 756 000         | 13,5%             |                   |
|           | 6-2       | 16       | 3 de febrer de 2013    | 2 de juny de 2013      | 3 041 000         | 14,8%             |                   |
|           | 7-1       | 9        | 27 d'octubre de 2013   | 22 de desembre de 2013 | 3 061 000         | 14,9%             |                   |
|           | 7-2       | 15       | 2 de febrer de 2014    | 8 de juny de 2014      | 2 703 000         | 13,7%             |                   |
|           | 8-1       | 10       | 19 d'octubre de 2014   | 21 de desembre de 2014 | 3 133 000         | 15,2%             |                   |
|           | 8-2       | 11       | 8 de febrer de 2015    | 10 de maig de 2015     | 2 873 000         | 14,2%             |                   |
|           | 9-1       | 10       | 18 d'octubre de 2015   | 13 de desembre de 2015 | 2 710 000         | 13,6%             |                   |
|           | 9-2       | 12       | 7 de febrer de 2016    | 15 de maig de 2016     | 2 840 000         | 14,5%             |                   |
|           | 10-1      | 10       | 16 d'octubre de 2016   | 18 de desembre de 2016 | 2 432 000         | 12,4%             |                   |
|           | 10-2      | 10       | 19 de febrer de 2017   | 5 d'abril de 2017      | 2 009 000         | 10,4%             |                   |
|           | 11-1      | 7        | 24 de setembre de 2017 | 10 de desembre de 2017 | 2 715 000         | 14,3%             |                   |
|           | 12-1      |          | 28 de gener 2018       |                        |                   |                   |                   |
| Total     | Total     | 261      |                        |                        |                   |                   |                   |